# Bezděkov (Hradiště)
Bezděkov (německy Besdiekau) je malá vesnice, část obce Hradiště v okrese Plzeň-jih v Plzeňském kraji. Nachází se asi tři kilometry jihozápadně od Hradiště. Je zde evidováno 49 adres. V roce 2011 zde trvale žilo 81 obyvatel.
Bezděkov leží v katastrálním území Bezděkov u Kasejovic o rozloze 4,99 km².

## Historie
První písemná zmínka o vesnici pochází z roku 1252.

## Obyvatelstvo
| Rok            | 1869 | 1880 | 1890 | 1900 | 1910 | 1921 | 1930 | 1950 | 1961 | 1970 | 1980 | 1991 | 2001 | 2011 | 2021 |
| -------------- | ---- | ---- | ---- | ---- | ---- | ---- | ---- | ---- | ---- | ---- | ---- | ---- | ---- | ---- | ---- |
| Počet obyvatel | 275  | 283  | 257  | 228  | 234  | 218  | 208  | 177  | 158  | 134  | 149  | 138  | 97   | 81   | 84   |
| Počet domů     | 39   | 44   | 44   | 44   | 45   | 44   | 44   | 46   | 44   | 39   | 36   | 44   | 45   | 46   | 46   |

## Obecní správa
Při sčítání lidu v letech 1850–1879 Bezděkov byl osadou obce Nezdřev v okrese Blatná. V letech 1880–1975 byl samostatnou obcí, se kterým patřil nejprve do okresu Blatná, ale od roku 1960 v okrese Plzeň-jih. Od 1. ledna 1976 je částí obce Hradiště v okrese Plzeň-jih.

## Pamětihodnosti
- kostel svatého Ondřeje
- kamenná socha „Bába“

## Osobnosti
- František Fiala (1850–1930), inženýr, stavitel a geodet